# Macrobiotidae
Macrobiotidae là một họ của ngành gấu nước trong lớp Eutardigrada.

## Chi
- Mesobiotus Vecchi et al., 2016[1]
- Paramacrobiotus Guidetti et al., 2009[2][3][4]
- Schusterius Kaczmarek & Michalczyk, 2006
- Tenuibiotus Pilato & Lisi, 2011
- Macrobiotinae Guidetti, Rebecchi and Bertolani, 2000
  - Biserovus Guidetti & Pilato, 2003
  - Calcarobiotus Dastych, 1993
    - C. (Calcarobiotus) Dastych, 1993
    - C. (Discrepunguis) Guidetti & Bertolani, 2001

  - Famelobiotus Pilato, Binda & Lisi, 2004
  - Insuetifurca Guidetti & Pilato, 2003
  - Macrobiotus C.A.S. Schultze, 1834
  - Minibiotus R.O. Schuster, 1980
  - Minilentus Guidetti & Pilato, 2003
  - Pseudodiphascon Ramazzotti, 1965
  - Pseudohexapodibius Bertolani & Biserov, 1996
  - Xerobiotus Bertolani & Biserov, 1996
- Murrayinae Guidetti, Rebecchi and Bertolani, 2000
  - Dactylobiotus Schuster, 1980
  - Macroversum Pilato and Catanzaro, 1989
  - Murrayon Bertolani and Pilato, 1989

Chi Adorybiotus và Richtersius từng được đưa vào họ Macrobiotidae cho đến khi đề xuất họ mới là, Richtersiidae vào năm 2016.